# ناحیه لئونی، میشیگان
ناحیه لئونی (به انگلیسی: Leoni Township) یک منطقهٔ مسکونی در ایالات متحده آمریکا است که در شهرستان جکسون، میشیگان واقع شده‌است.
 ناحیه لئونی  ۱۳٬۸۰۷ نفر جمعیت دارد و ۳۰۲ متر بالاتر از سطح دریا واقع شده‌است.